# 536
În 2018, cercetătorul medieval Michael McCormick a nominalizat anul 536 drept „cel mai rău an pentru a fi în viață” din cauza evenimentelor meteorologice extreme cauzate probabil de o erupție vulcanică în Islanda la începutul anului, care a determinat scăderea temperaturilor medii în Europa și China și ducând la pierderea recoltelor și foamete de peste un an. Alți cercetători au observat evenimente adverse suplimentare în timpul anului, inclusiv o ceață misterioasă, posibil din cauza erupției vulcanice.

## Evenimente
- Iarna vulcanică din 536

## Decese
- 25 ianuarie - Împăratul Japoniei Ankan
- 22 aprilie - Papa Agapet I[6]
- decembrie - Theodahad, rege al ostrogoților
- ? - Mundus, Magister militum; general gepid al Imperiului Roman în timpul domniei lui Iustinian I